# MAHART–PassNave Személyhajózási Kft.
A MAHART–PassNave Személyhajózási Kft. (rövid neve: Mahart) nagy múltú magyar állami személyhajózási cég. Jogelődjét, a Magyar Hajózási Részvénytársaságot 1955-ben alapították, 2000-ig a folyami szolgáltatások mellett tengeri áruszállítást is végzett, majd ennek megszűnése után a dunai személyszállításra kezdett koncentrálni. Az eredetileg állami társaságot 2008-ban privatizálták, de 2013-tól ismét a magyar állam a cég többségi tulajdonosa. Jelenleg a cég az összes hajóját a Dunán üzemelteti. A rendszeres séta- és kirándulóhajó-járatok mellett ők honosították meg Magyarországon a szárnyashajózást, jelenleg is csak ez a cég végez ilyen tevékenységet itthon. A vállalat jelenleg összesen 17 személyhajóval, 10 hordszárnyas hajóval, és 8 egyéb vízi járművel rendelkezik, valamint hozzájuk tartozik még több mint 70 kikötő is. A cég fő indulási pontja a budapesti Vigadó téri hajóállomás. A járművek karbantartását pedig az Újpesti-öbölben, a Népsziget északi részén végzi. A vállalat charter hajózást is végez, bizonyos rendezvényhajók hivatalos és magáncélra programhelyszínként egyaránt bérelhetők. (Például: esküvőkre, céges rendezvényekre.)
A nyári szezonban menetrend szerinti naponta többször induló járatokat közlekedtet a Dunakanyar felé, hiszen ez a táj sok kiránduló csoportot vonz a fővárosból. Aki viszont Budapestet akarja látni, az igénybe veheti a MAHART városnéző sétahajós útjait. Gyakran szerveznek egyéjszakás hajóutakat Pozsonyba és Bécsbe is. 2021. májusától a MAHART–PassNave üzemeltetésében indult el a korábbi BKK hajójáratok helyett a Nemzeti Színház és a Margit-sziget között, a szintén a nyári szezonban menetrend szerint két óránként közlekedő Budapesti Körjárat nevű szolgáltatás. (Keddtől - péntekig érvényesek maradtak rá a Budapesti Közlekedési Központ bérletei.)

## Története
Baross Gábor "vasminiszter" 1886-ban kereskedelmi- és közlekedésügyi miniszterré történt kinevezésétől új korszak köszöntött be a magyar közlekedés történetében, amely a vasút mellett a hajózás szempontjából is újításokat hozott. Megkezdődött a magyar tengeri kikötő, Fiume teljes modernizálása és továbbfejlesztése. A miniszter 1888-ban létrehozta a Magyar Államvasutak Hajózási Vállalatot, hogy „a MÁV síneit a vízen is meghosszabbítsa”. Ez a leányvállalat 1893-ban 12 db gőzhajójával és 40 uszályával 166 ezer utast, 1200 vagonnyi sertést és közel 2 000 000 mázsa árut szállított.
Hamarosan megszületett az 1894. évi XXXVI. törvénycikk, amely a magyar folyam- és tengerhajózási részvénytársaság alakításáról és állami segélyezéséről szólt és rendelkezett. Így került sor a Magyar Folyam- és Tengerhajózási Részvénytársaság (MFTR) megalapítására, 1895. január 24-én. A vállalatalapítást 10 millió forint alaptőkével (aminek a fele részvény, a másik fele pedig elsőbbségi kötvény) a Magyar Általános Hitelbank és a Magyar Leszámítoló és Pénzváltó Bank támogatta anyagilag. A cégnek a 20 évre kötött államszerződés évi négyszázezer forint állami támogatást biztosított. Az MFTR átvette a MÁV összes hajóját, az eredeti cég így megszűnt létezni. Elkezdték felvásárolni a kisebb magyar hajózási vállalatokat, például a győri hajózási társaságot, valamint Újpesten hozzálátott a hajóépítéshez is.
Egymás után indította be a járatait, tevékenységét rövidesen az egész Dunára és hajózható mellékfolyóira kiterjesztette, komoly konkurenciát támasztva a DDSG-nek.

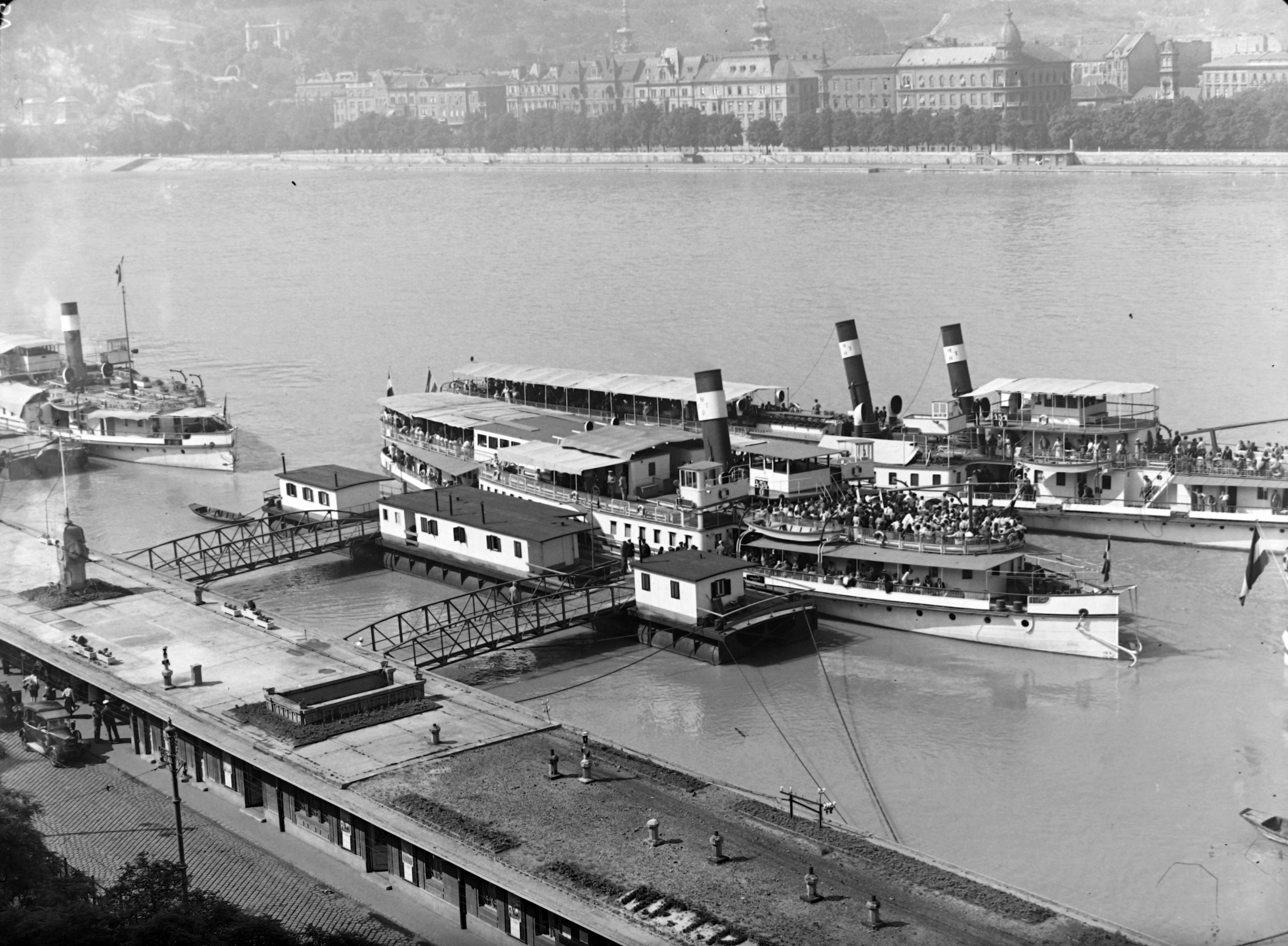
Az MFTR Szent Gellért és Deák Ferencz gőzhajói a Vigadó téren, 1938-ban

Az MFTR hajói 1895 és 1917 között évente átlagosan 595 ezer utast és 557 ezer tonna árut szállítottak. 1918-ban 38 darab személyszállító és 54 db áruszállító gőzhajóval, valamit 389 uszállyal és két tankuszállyal rendelkeztek. A korábban gyors, nagyütemű fejlődés az első világháború kitörése után legyengült, majd a vereség következtében leállt. A trianoni békeszerződés által szabott feltételek súlyos csapást mértek a vesztes központi hatalmak hajózási vállalataira, így a magyarra is. Az 1921-ben megkötött Duna-egyezmény teljesen kizárta az idegen lobogókat a Száváról, a Temesről és a délvidéki csatornákról. A Duna a mellékfolyóinak csak bizonyos szakaszait nyilvánította nemzetközinek, a többi vizeken a belföldi forgalomban csakis az adott állam hozzájárulásával lehetett részt venni. Az MFTR és a magyar állam közötti korábbi szerződésben megállapított államsegély az infláció miatt teljesen elértéktelenedett, így a vállalaton mit sem segített. A társaság megpróbált alkalmazkodni a gyökeresen megváltozott viszonyokhoz: 1926-ban csatlakozott a dunai teherjáratok közös lebonyolítására, a parti berendezések közös alkalmazására, és az áruszerzési szolgálat közös ellátására a DDSG és a Délnémet Dunagőzhajózási Társaság között létrejött együttműködési egyezményhez is, de ezek a törekvések azonban az 1928-ban kezdődő gazdasági világválság súlyos hatásait nem ellensúlyozhatták. A cég lehetetlen helyzetbe került.
1932-ben az országgyűlés komoly államsegélyben részesítette a társaságot. Az MFTR részvényei hamarosan a Magyar Államkincstár és a MÁV tulajdonába kerültek. Tervbe vették a flotta modernizálását és fokozott lecserélését is. A világválságot követő években ismét megnőtt a kereslet mind a személy, mind a kereskedelmi hajózásra, a megváltozott igények pedig a változásokat ösztönözték.

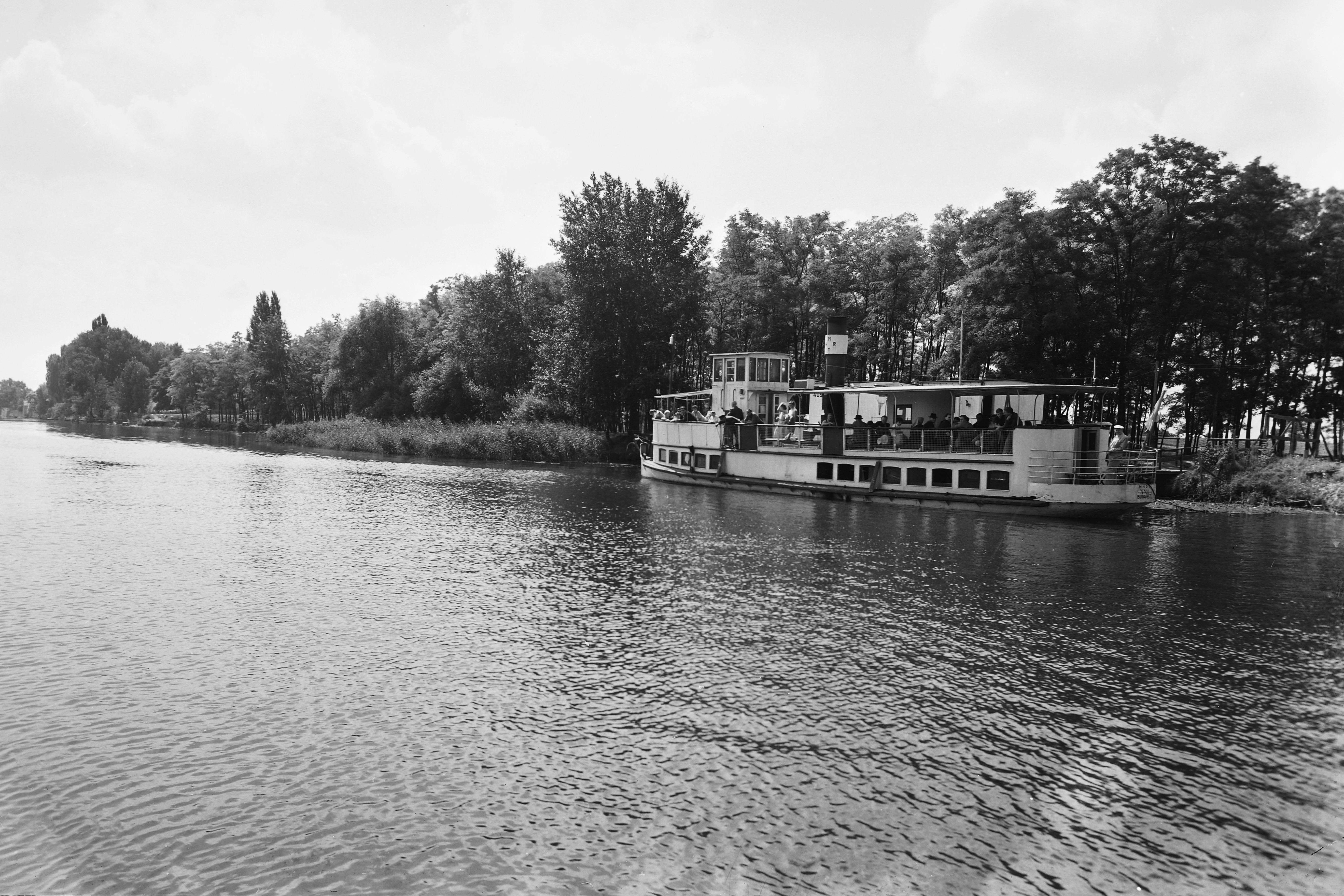
Egy, a MAHART utolsó csavargőzösei közül. A kép 1955-ben készült Ráckevén

A gazdasági fellendülés a Ganz termelésére is kihatott. Az 1938-ban elkészült Széchenyi, és az 1939-ben megépült Baross lapátkerekes vontatók voltak Európában az első két, egyszerre dízel és elektromos meghajtású vízi jármű. A nem sokkal később kitört második világháború első szakaszában a hadiipar kedvezően hatott a hajózási forgalomra. Az MFTR hajói 1918 és 1944 között éves átlagban 607 000 tonna árut és több mint kétmillió utast szállítottak. A társaság 1944-ben 38 darab gőzüzemű és 11 db motoros személyszállító hajóval, 32 gőzüzemű és 18 motoros áruszállító hajóval, 252 uszállyal és 18 tankhajóval rendelkezett. 1944-től, amikor a háborúskodás elérte a folyami hajózás útvonalait, rendkívül súlyos veszteségek érték a magyar hajózást is. Több mint 200 vízi jármű süllyedt el a Dunába telepített víz alatti aknák miatt, amik közül néhány még a háború után is okozott balesetet. A visszavonulót fújó német és magyar csapatok a hajópark jelentős részét Németországba és Ausztriába menekítették. A harcokat túlélő hajók többsége vagy elsüllyedt, vagy hadizsákmány lett.
1945-ben az MFTR átkelő járatokkal indította újra a hajóforgalmat, amire nagy szükség volt, mivel a vesztes német csapatok az összes Duna-hidat felrobbantották. Az átkelőhajók szerepe tehát létfontosságú volt a főváros életében egészen a Kossuth híd elkészüléséig. A cég időközben fokozatosan megkezdte az elsüllyedt hajók kiemelését, és ha állapotuk engedte, a helyreállításukat is. Az elkobzott hajók nagy része 1946-ra visszatért, de a cégnek az államosítás során fokozatosan át kellett adnia hajóit az 1946. március 30-án megalakult Magyar Szovjet Hajózási Részvénytársaságnak (MESZHART). A szovjet fél a közös vállalkozáshoz a hadizsákmányként birtokába került régi hajókat adta. Mindazonáltal a régi cég 1950-ig fennmaradt, addig közösen végezték a személyszállítást a Balatoni Hajózási Vállalattal. Mivel a háborúban a balatoni hajók nagy része is megsemmisült, az MFTR öt átalakított dunai hajót küldött a testvércégének (ezek egyike volt a Pajtás). 1950-ben mindkét cég a szovjetekkel közös vállalat része lett. 

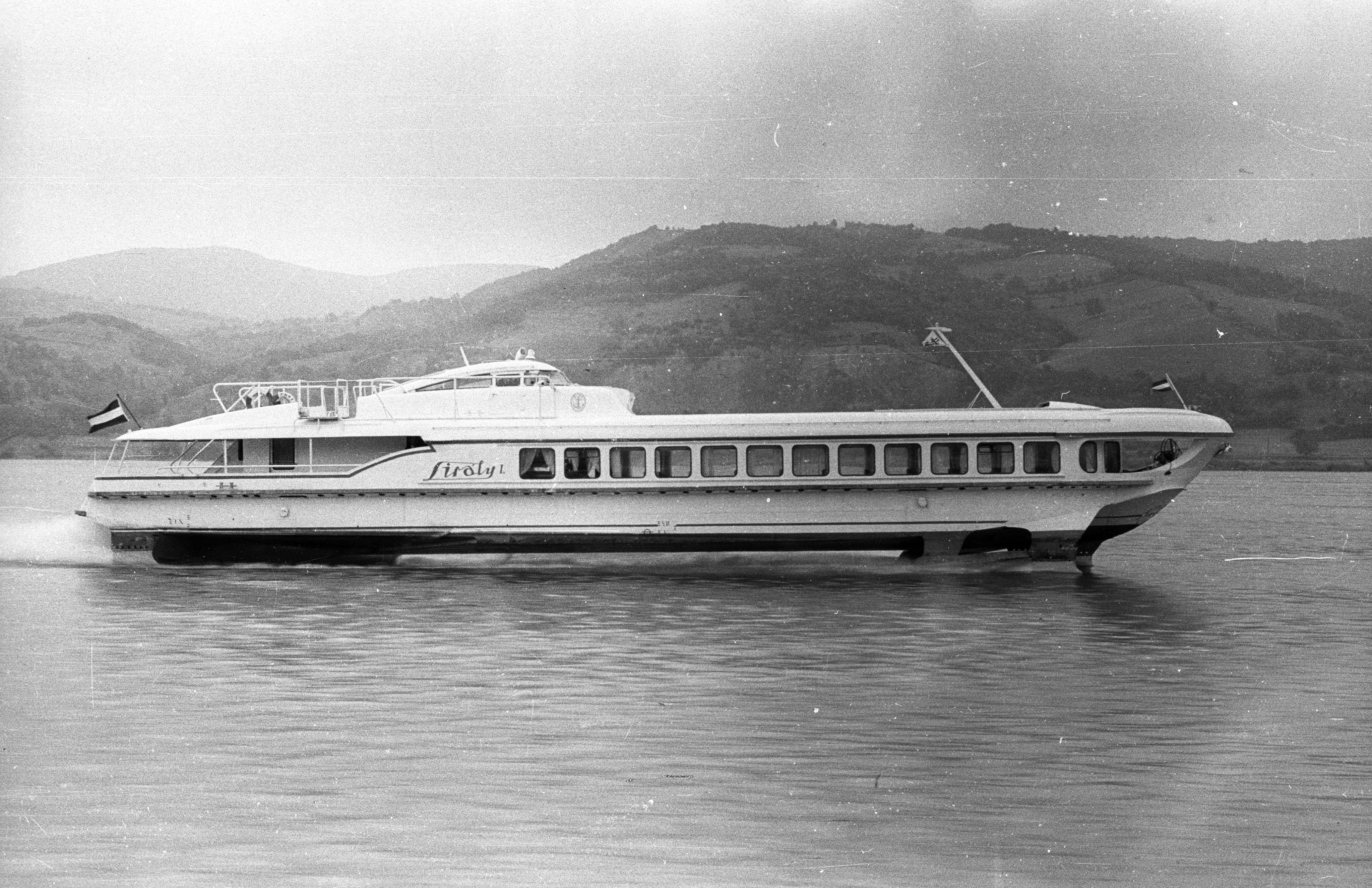
Sirály I., az első szárnyashajó Magyarországon

1954 végén a Szovjetunió kilépett a cégből, így 1955. január 1-én létrejött a Magyar Hajózási Részvénytársaság. A vállalat kezdetben a szovjetektől örökölt hajókkal folytatta a működését, de az 1950-es évek végére megindult a hajópark lecserélése. Ennek első lépéseként sor került a hajóépítő ipar, elsősorban a Balatonfüredi Hajógyár, valamint a MAHART tápéi és újpesti hajójavító üzemeinek korszerűsítésére is. Megindult az elavult csavargőzösök és az öreg lapátkerekes hajók nyugdíjazása, helyettük modern, dízelmotoros hajók építése és beszerzése kezdődött. A gőzös vontatóhajókat nem váltották le, egyszerűen motorcserét hajtottak végre rajtuk. Egymás után készültek az új 800, 1200, majd 1600 lóerős motoros vontatóhajók. A vontatóhajó-állománnyal párhuzamosan az uszályflotta modernizálása is megtörtént. A kisebb személyhajókat szintén átépítették. Az 1960-as évek nagy selejtezési hulláma nyomán eltűntek a klasszikus oldalkerekes utasszállító gőzösök. Mindössze kettő maradt az utókorra: a Kossuth, ami étteremhajóként üzemel Budapesten; a másik a Petőfi, ami jelenleg felújításra vár. Az új motoros személyhajók a váci hajógyárban készültek: többek között a 301-es és a 3011-es sorozatú vízibuszok, melyek közül sok még ma is üzemel a Dunán és a Balatonon. A hatvanas évek szenzációja egyértelműen az újonnan elkészült Hunyadi osztály volt, ami három, 600 személyes kirándulóhajó összefoglaló neve. Ezután indult meg a magyar szárnyashajózás, 4 darab Fecske nevű hordszárnyas csónakkal, de ezek csak tesztjelleggel üzemeltek, majd 1962-ben a Raketa típusú szovjet szárnyashajók megvásárlásával menetrend szerinti járatok indultak, többek között Budapest és Bécs között.

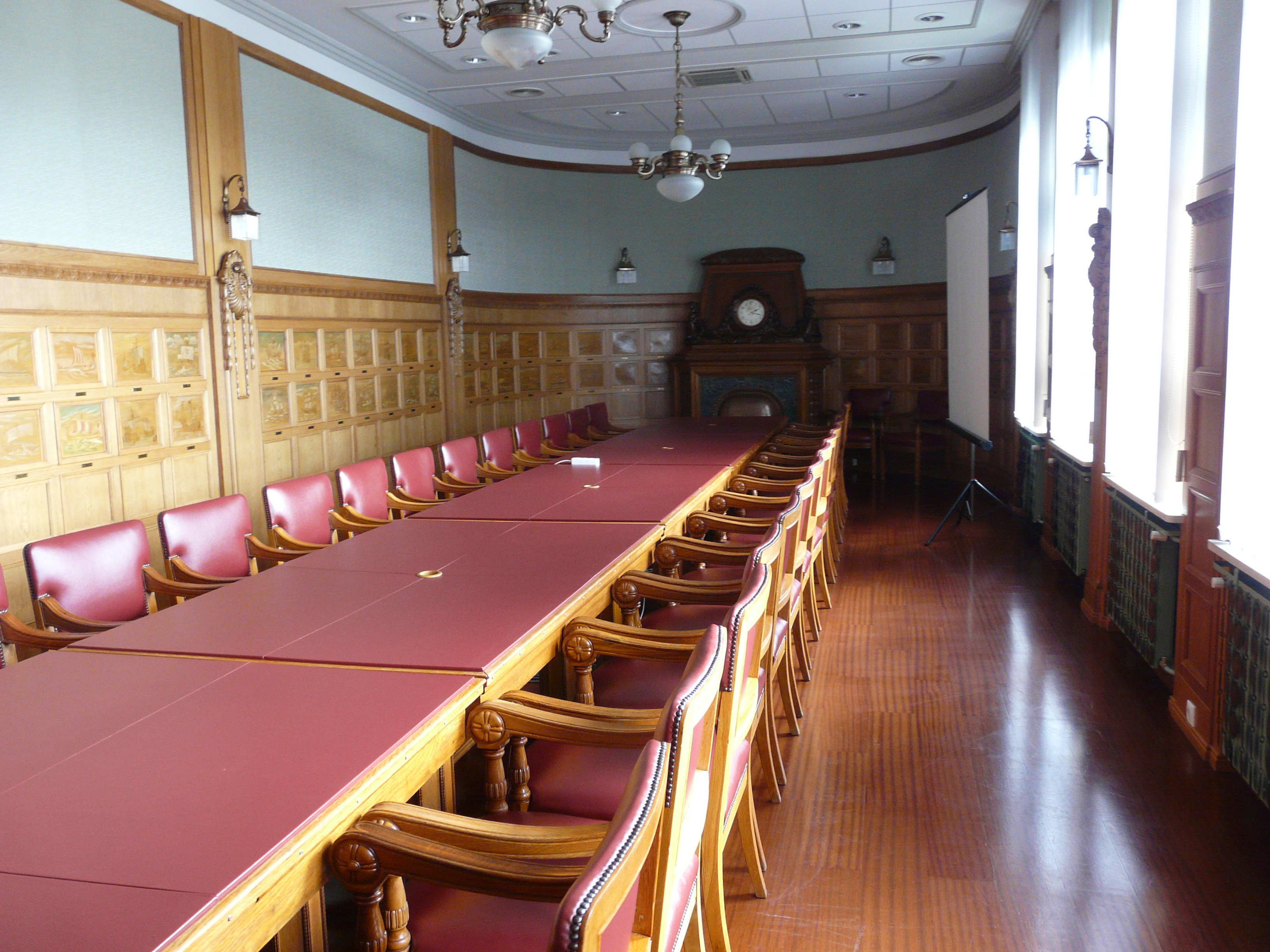
A MAHART tárgyalóterme Csepelen

Az 1980-as évektől egyre kedvezőtlenebbé váló gazdasági környezet, többek között a magyar hajógyártás megszűnése, a hagyományos külkereskedelmi kapcsolatok szétzilálódása, az állami szerepvállalás és finanszírozás megszűnése következtében a magyar nemzeti hajózás válsághelyzetbe került. Gondjainak megoldása az európai hajózásban a következő években érvényesülő domináns tendenciák helyes felismerésén és megfelelő állami közlekedéspolitika érvényre juttatásán alapulhatott volna. A rendszerváltást követően a MAHART holding jelleggel működött, annak keretén belül a különböző tevékenységeket önálló üzemegységek, illetve KFT.-k folytatták. 2000-ben a csepeli szabadkikötőt részvénytársasággá alakították, a tengerhajózást véglegesen felszámolták. 2004-ben a folyami áruszállítást végző MAHART-Duna Cargo Kft.-t privatizálták. (Jelenlegi neve: DDSG Duna-Cargo.)
A MAHART PassNave Személyhajózási Kft. 1994. január 1-jén alakult, mint a MAHART Magyar Hajózási Rt. 100%-os tulajdonú társasága. A 2008-as évben lezárult privatizációt követően a társaság 84%-ának tulajdonosa a több mint 60 éves Masped Zrt., Magyarország egyik piacvezető szállítmányozási és logisztikai vállalata. 2013. októberétől a cég többségi tulajdonosa ismét a magyar állam lett.

## Flotta
Az alábbi lista a MAHART 1994 óta használt vízi járműveit tartalmazza.

### Jelenlegi flotta

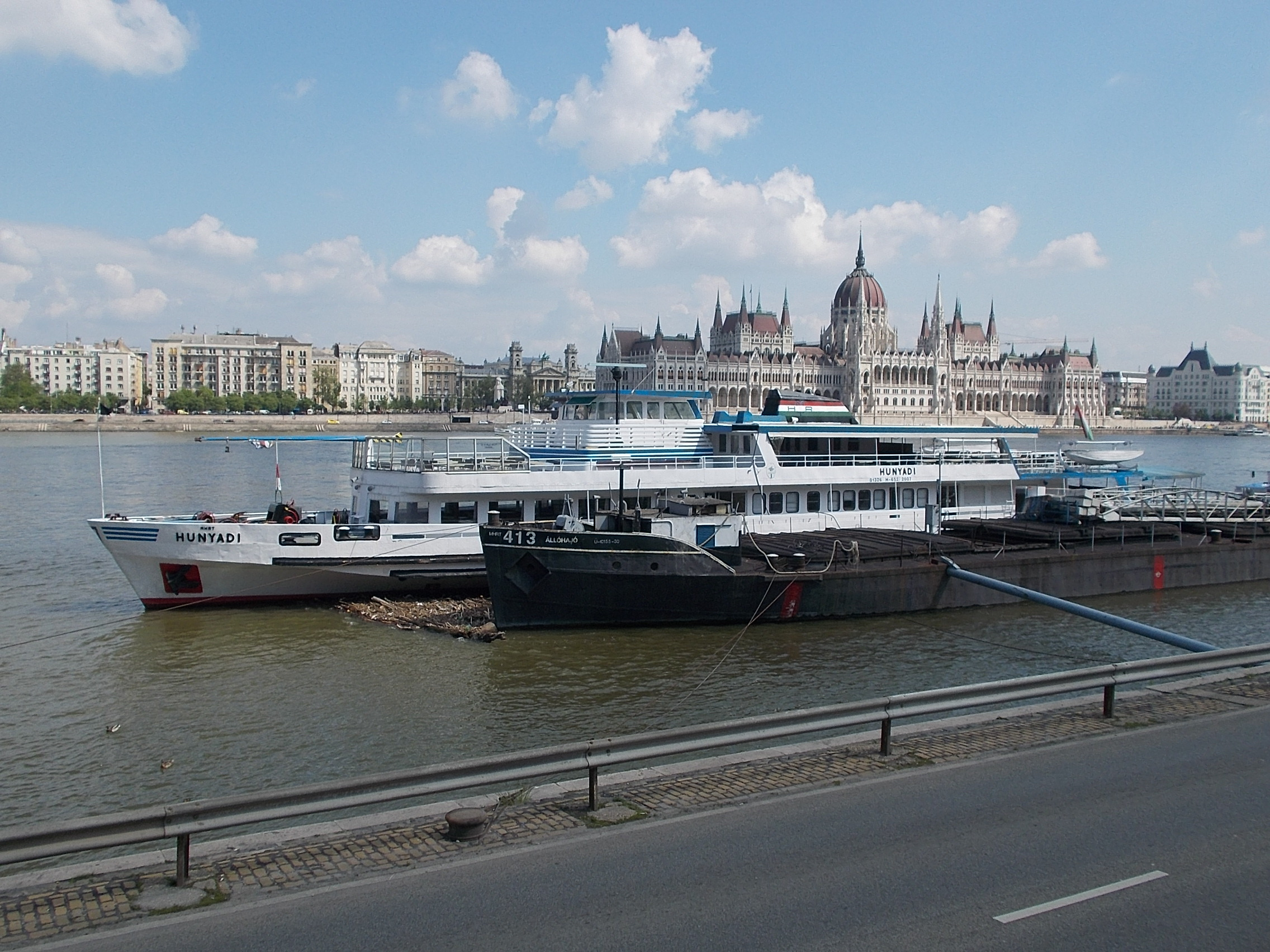
A Hunyadi

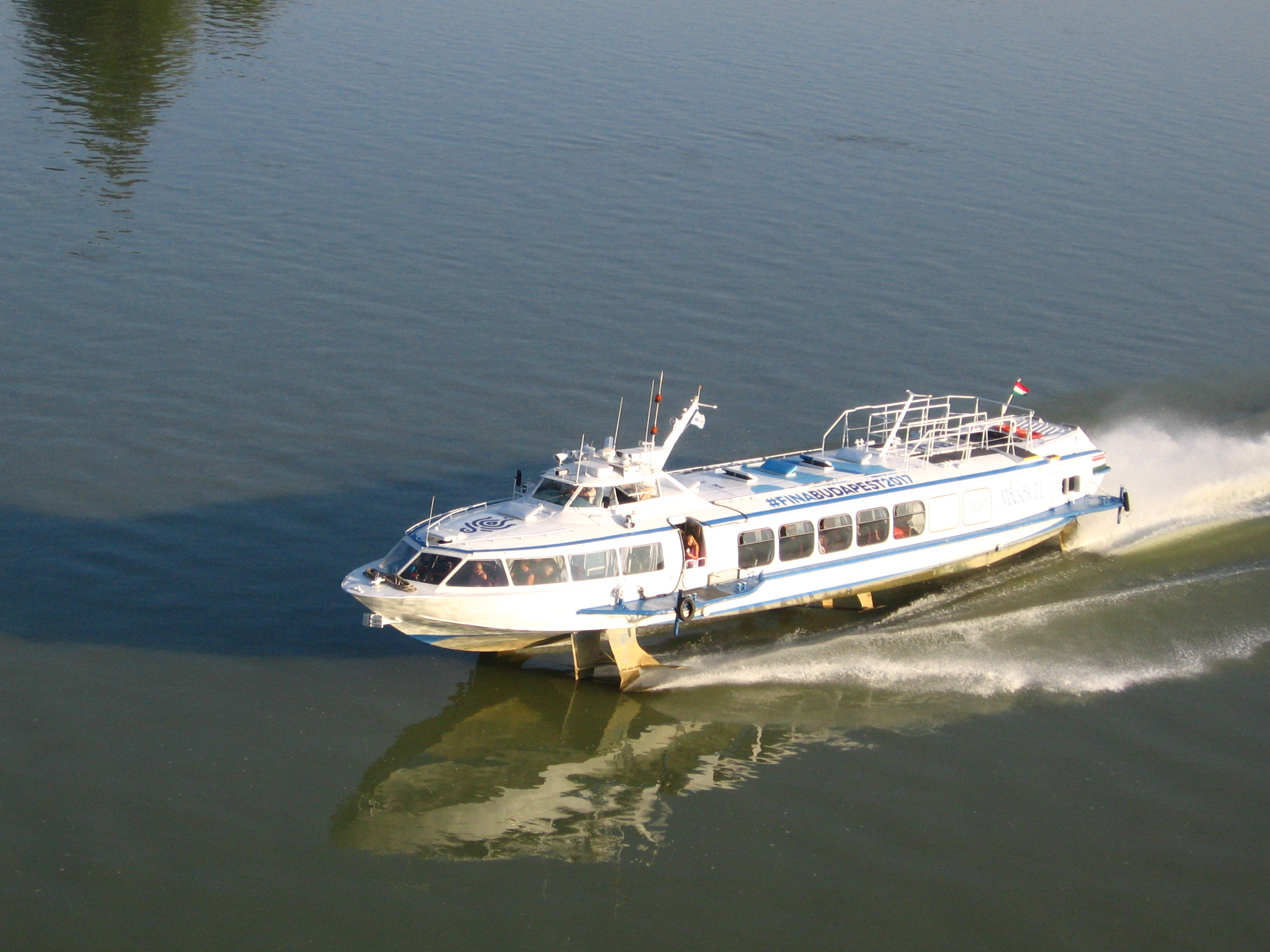
Vöcsök III.

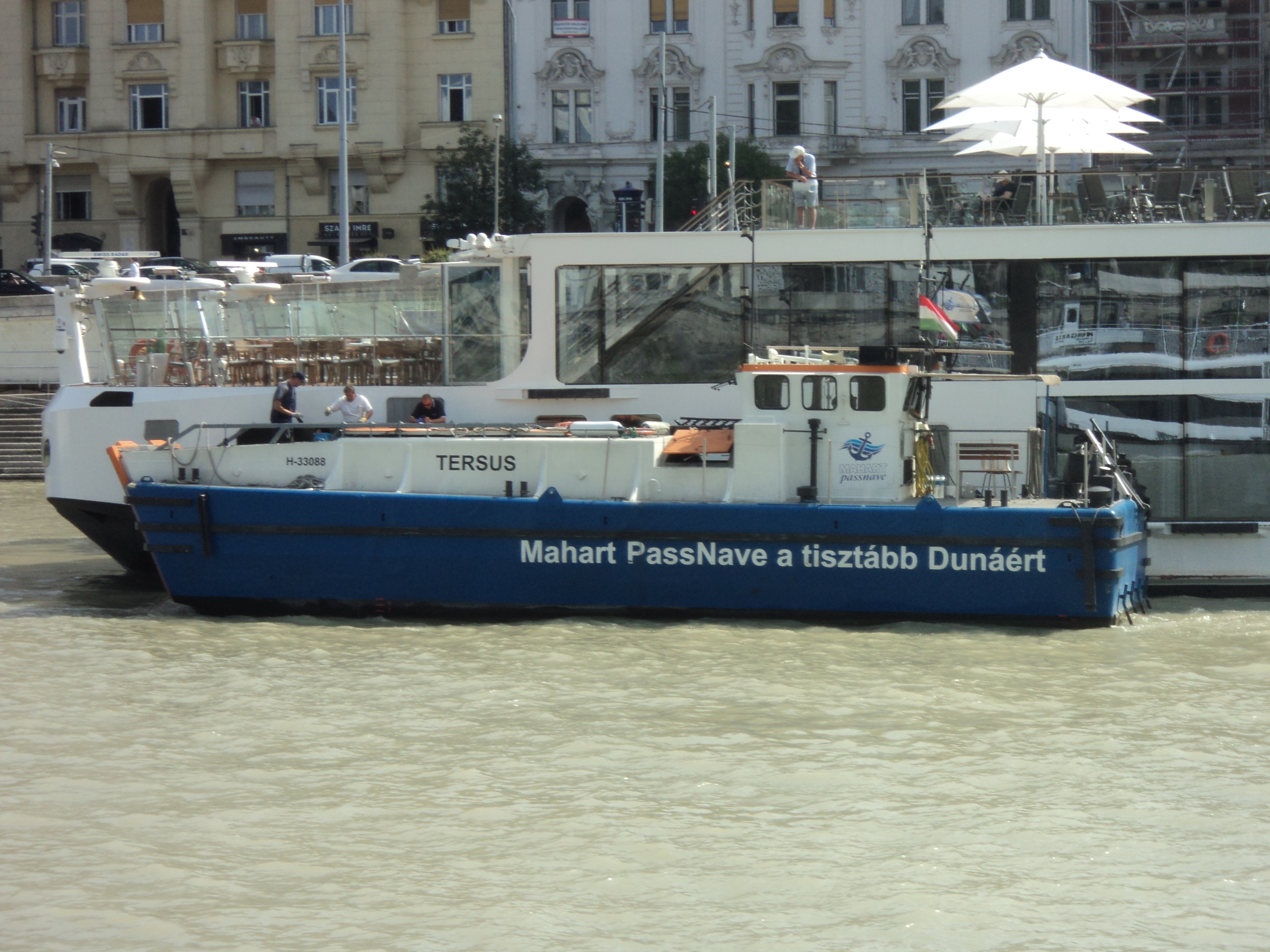
A Tersus "kukáshajó" a Dunán, 2019-ben

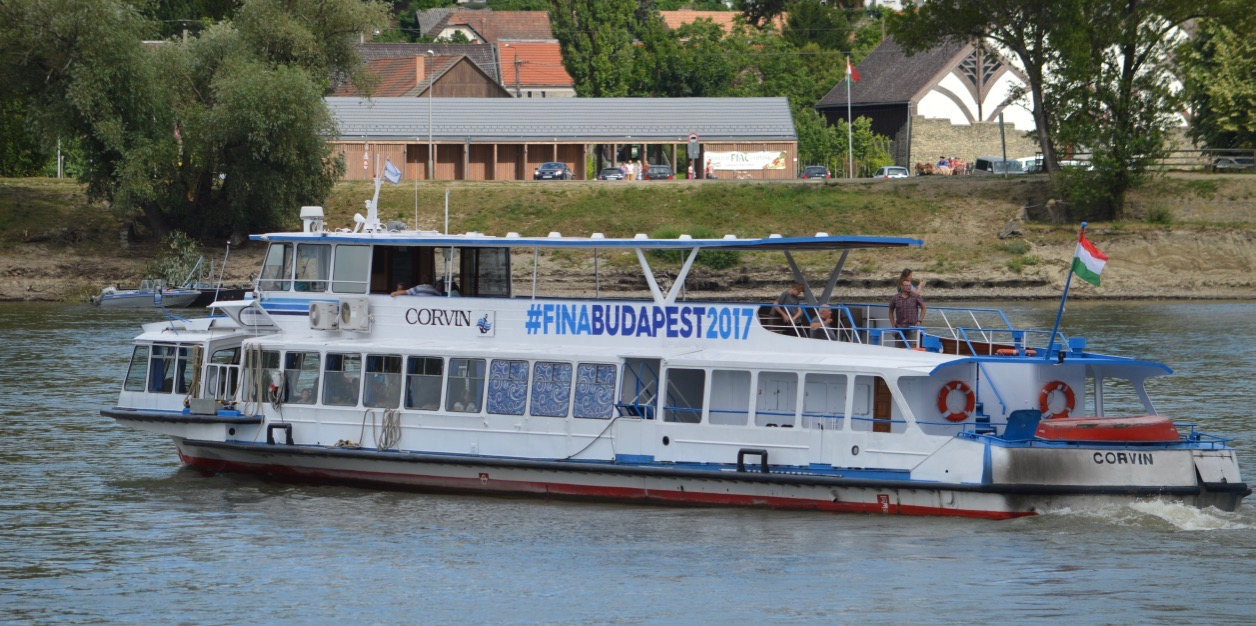
A Corvin a Dunán, 2017-ben

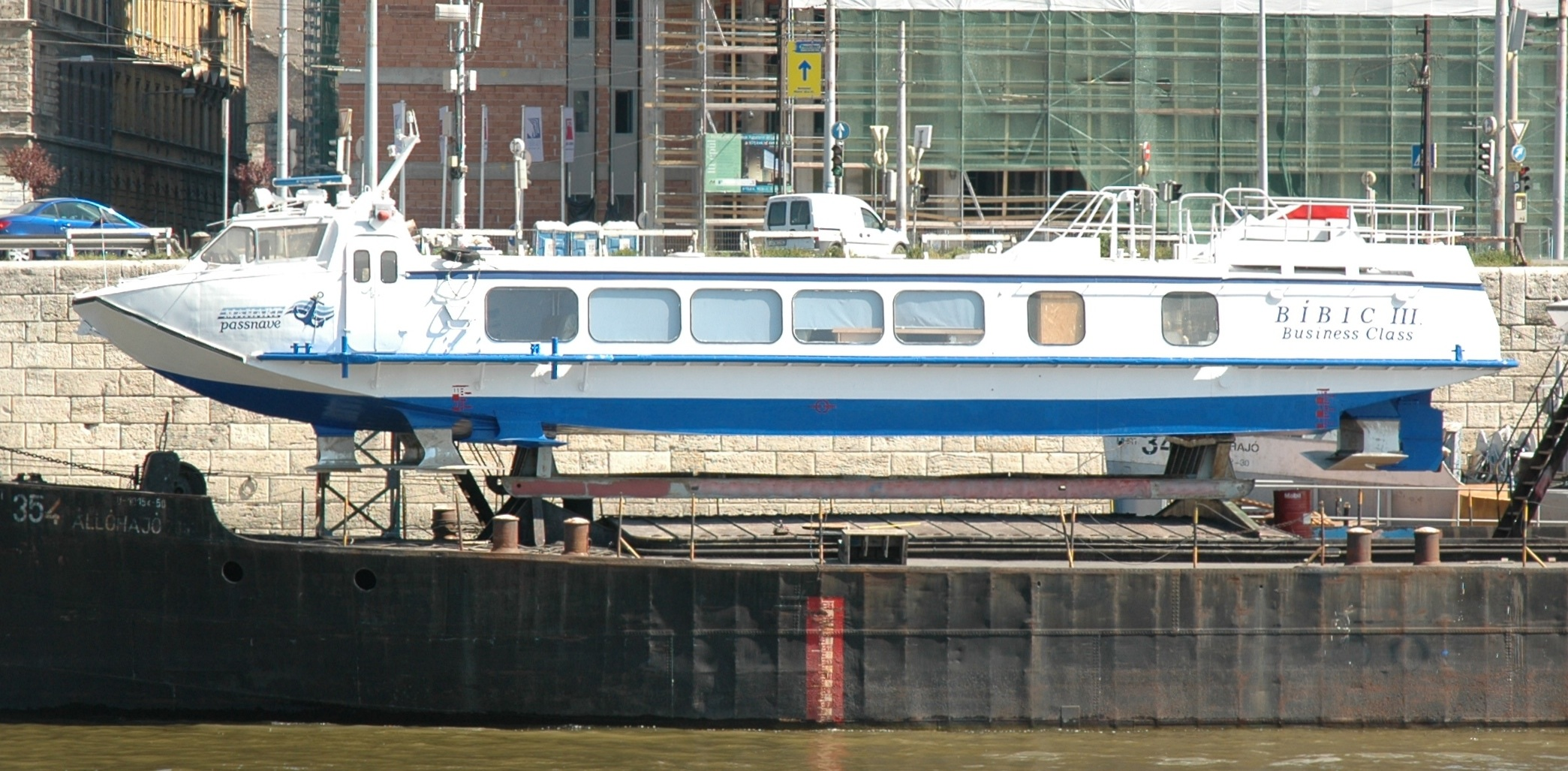
A MAHART–PassNave Bíbic III szárnyashajója a Dunán, uszályra kiemelve

| Hajó          | Típus                           | A Mahart szolgálatában | Megjegyzés                            |
| ------------- | ------------------------------- | ---------------------- | ------------------------------------- |
| Bíbic I.      | Poleszje szárnyashajó           | 1994-                  |                                       |
| Bíbic II.     | Poleszje szárnyashajó           | 1994-                  |                                       |
| Bíbic III.    | Poleszje szárnyashajó           | 1994-                  | Üzemen kívül                          |
| Bíbic IV      | Poleszje szárnyashajó           | 1994-                  |                                       |
| Bogdány       | Moszkva személyszállító hajó    | 1994-                  | Kirándulóhajóként működik             |
| Budapest      | Eureka II. személyszállító hajó | 1994-                  | Rendezvényhajóként működik            |
| Corvin        | Moszkva személyszállító hajó    | 1999-                  | Rendezvényhajóként működik            |
| Csillag       | II. Lajos/1911 csavargőzös      | 1994-                  | Átkelőhajóként működött, üzemen kívül |
| Dömös         | Moszkva személyszállító hajó    | 1994-                  | Kirándulóhajóként működik             |
| Esztergom     | Moszkva személyszállító hajó    | 1994-                  | Kirándulóhajóként működik             |
| Gönyű         | Moszkva személyszállító hajó    | 1994-                  | Kirándulóhajóként működik             |
| Győr          | Moszkva személyszállító hajó    | 1994-                  | Rendezvényhajóként működik            |
| Hullám        | Moszkva személyszállító hajó    | 2008-                  | Rendezvényhajóként működik            |
| Hunyadi       | Hunyadi motoros kirándulóhajó   | 1994-                  | Kirándulóhajóként működik             |
| Táncsics      | Hunyadi motoros kirándulóhajó   | 1994-                  | Kirándulóhajóként működik             |
| Rákóczi       | Hunyadi motoros kirándulóhajó   | 1994-                  | Rendezvényhajóként működik            |
| III. úszódaru | Úszó forgódaru                  | 1996-                  |                                       |
| Jégtörő V.    | 825 jégtörő vontatóhajó         | 2014-                  | Üzemen kívül                          |
| Kis-Duna      | Csikóvár átkelőhajó             | 2014-                  |                                       |
| Március 15.   | Március 15 motorjacht           | 199?-                  | Üzemen kívül                          |
| Matthias Rex  | Moszkva személyszállító hajó    | 1999-                  | Rendezvényhajóként működik            |
| Nagymaros     | Moszkva személyszállító hajó    | 1994-                  | Kirándulóhajóként működik             |
| Samu          | Boxer kikötői rendezőhajó       | 2008-                  |                                       |
| Sólyom II.    | Metyeor szárnyashajó            | 1994-                  |                                       |
| Sólyom III.   | Metyeor szárnyashajó            | 2004-                  |                                       |
| Sződliget     | Moszkva személyszállító hajó    | 1994-                  | Kirándulóhajóként működik             |
| Duna Corso    | Moszkva személyszállító hajó    | 1994-                  | Városnéző sétahajóként működik        |
| Szürkő        | Csikóvár átkelőhajó             | 2017-                  |                                       |
| Tersus        | MK-III partraszálló naszád      | 2016-                  | Hulladékszállító-hajóként működik     |
| U-10013       | Gőzkomp                         | 2016-                  | Állóhajóként működik                  |
| Visegrád      | Moszkva személyszállító hajó    | 1994-                  | Kirándulóhajóként működik             |
| Vöcsök II.    | Voszhod–2 szárnyashajó          | 1994-                  |                                       |
| Vöcsök III.   | Voszhod–2 szárnyashajó          | 1994-                  | Üzemen kívül                          |
| Vöcsök VI.    | Voszhod-2 szárnyashajó          | 1994-                  | Üzemen kívül                          |
| Quicksilver   | Lasztocska szárnyashajó         | 2009-                  | Üzemen kívül                          |

### Korábbi flotta

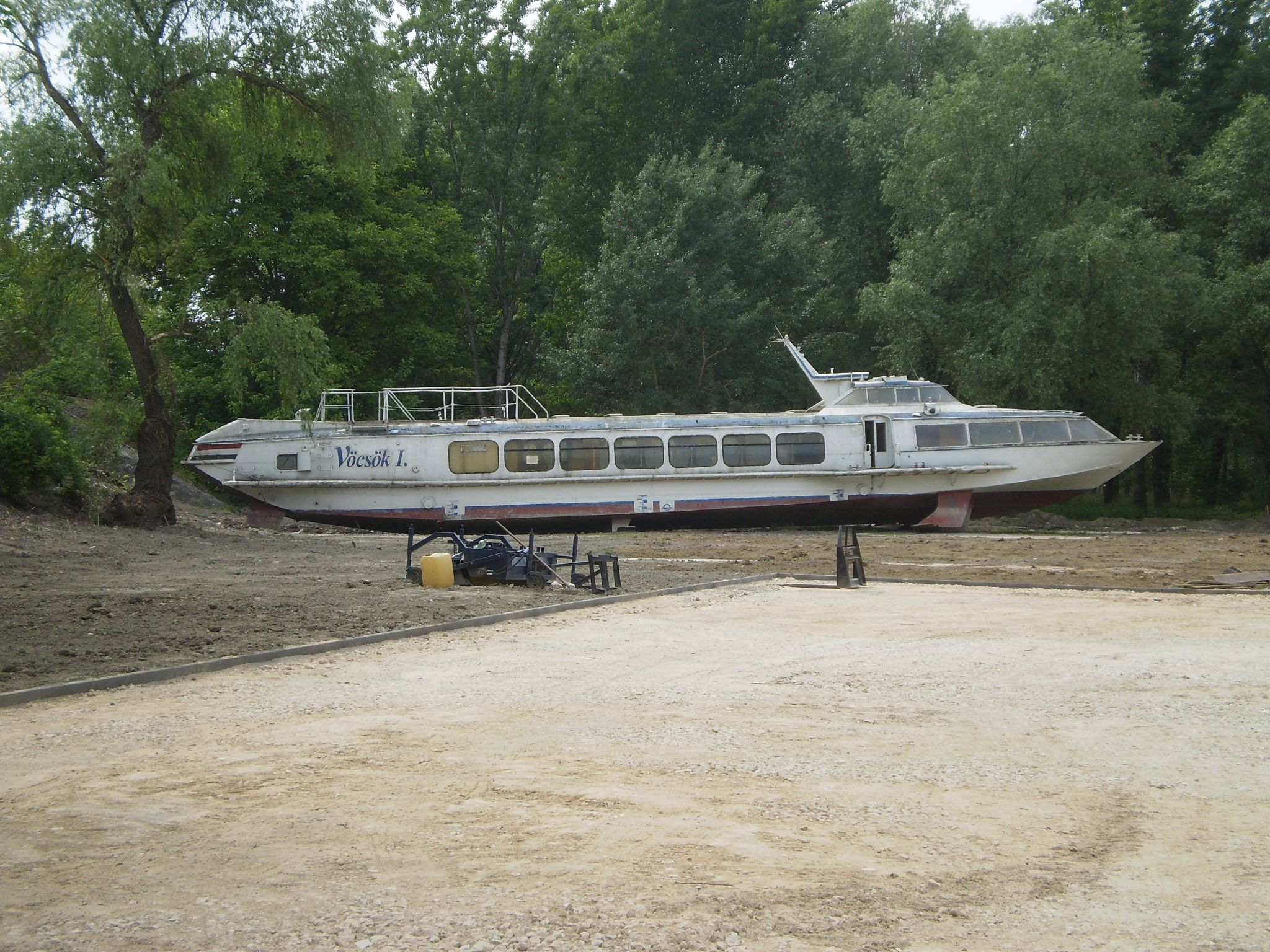
A kiállított Vöcsök I. Neszmélyen

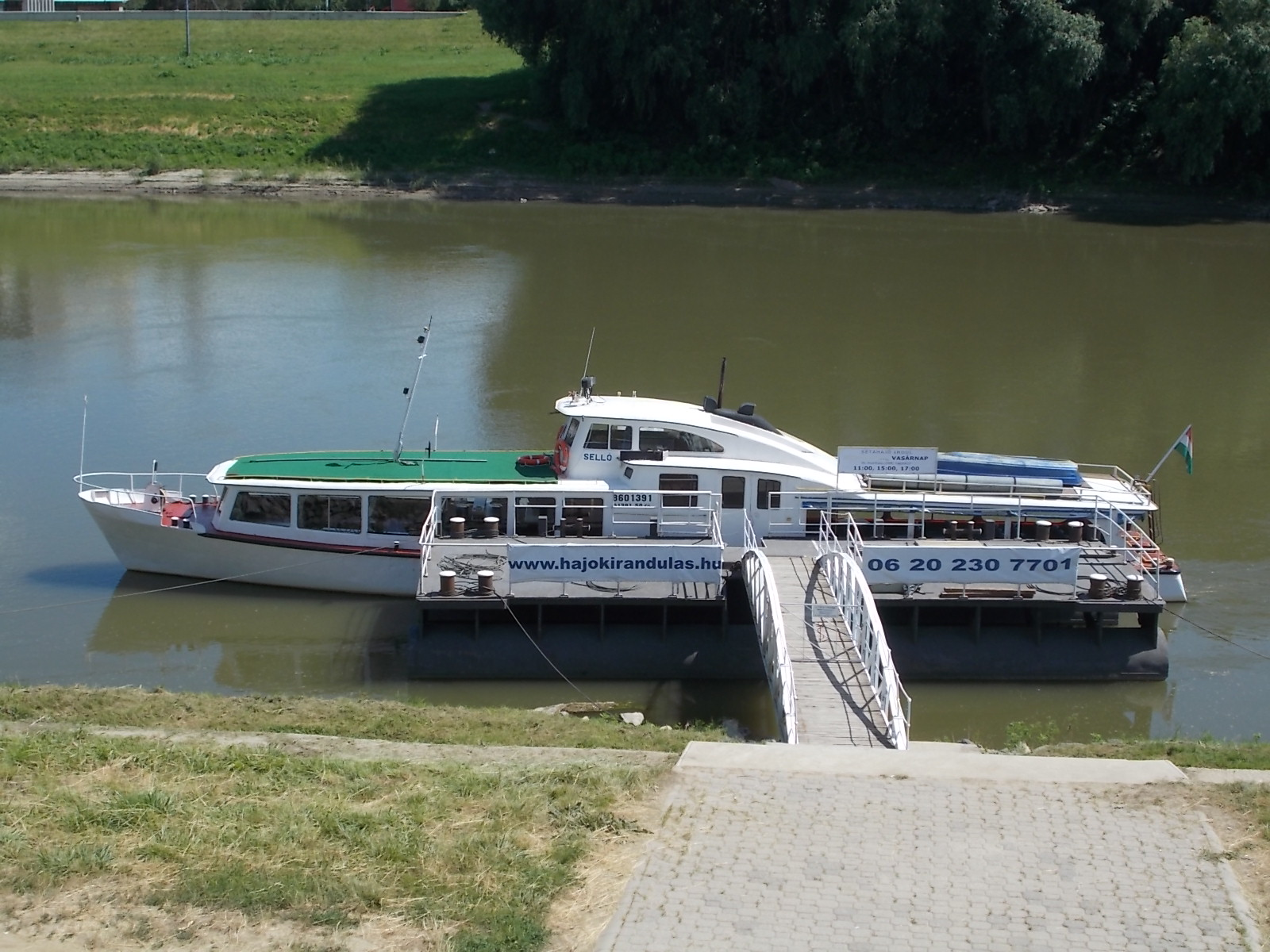
A Sellő 2017-ben Szolnokon

| Hajó         | Típus                        | A Mahart szolgálatában | Megjegyzés                                      |
| ------------ | ---------------------------- | ---------------------- | ----------------------------------------------- |
| 302.         | Melk motoros bárka           | 1994-2010              | Szétbontva                                      |
| Csege        | 301 vízibusz                 | 1994-2010              | Tiszacsegén üzemel új tulajdonosnál             |
| Hegyalja     | 301 vízibusz                 | 1994-2001              | Várkert néven üzemel új tulajdonosnál           |
| Leányfalu    | BKV 100 átkelőhajó           | 1996-2011              | Onyx néven működik új tulajdonosnál             |
| Óbuda        | 301 vízibusz                 | 1994-2002              | Budapesten üzemel új tulajdonosnál              |
| Sellő        | Mohács 130 átkelőhajó        | 1994-2012              | Szolnokon üzemel új tulajdonosnál               |
| Sólyom I.    | Metyeor szárnyashajó         | 1996-1997              | Szétbontva                                      |
| Vöcsök I.    | Voszhod-2 szárnyashajó       | 1994-2003              | Neszmélyen a hajóskanzenben található kiállítva |
| Ister-Granum | Moszkva személyszállító hajó | 1994-2012              | Új tulajdonosnál üzemel                         |